# Gracillaria albicapitata
Gracillaria albicapitata là một loài bướm đêm thuộc họ Gracillariidae. Nó được tìm thấy ở Nhật Bản (Hokkaidō, Honshū) và vùng Viễn Đông Nga.
Sải cánh dài 9.8-12.5 mm.
Ấu trùng ăn Fraxinus lanuginosa, Fraxinus mandshurica, Syringa amurensis, Syringa reticulata và Syringa vulgaris. Chúng ăn lá nơi chúng làm tổ.